# 劉本 (成化進士)
劉本（1432年—？），字尚文，廣西桂林中衛軍籍，順天府大興縣人，明朝政治人物。進士出身。

## 生平
廣西鄉試第十五名。成化二年（1466年）丙戌科會試第三百三十六名，殿試登進士第三甲第七十三名。授刑部主事，成化十三年因孝行被旌表为孝子，旌其门曰孝行。後升任河南府知府，十七年八月升贵州布政司左参政。

## 家族
曾祖劉慶。祖父劉端。父劉俊。